# 直芒草
直芒草（学名：Orthoraphium roylei）为禾本科直芒草属下的一个种。

## 扩展阅读
- 維基物種上的相關：直芒草